# Aglaiocercus
Aglaiocercus es un género de aves apodiformes de la familia Trochilidae (los colibríes) que agrupa a tres especies nativas de América del Sur, cuyas áreas de distribución se encuentran a lo largo principalmente de la cordillera de los Andes, entre el norte de Venezuela y el centro oeste de Bolivia. A sus miembros se les conoce por el nombre común de silfos y también cometas o colibríes coludos.

## Características
Las aves de este género son troquílidos espectaculares, los machos se caracterizan por sus larguísimas colas ahorquilladas, coloridas y resplandecientes, con longitud total entre 17 y 18 cm, de picos cortos, rectos y negros; las hembras con colas también ahorquilladas pero mucho más cortas y rectrices externas con ápice blanco, de zona ventral canela. Habitan principalmente en los bordes de selvas húmedas montanas y bosques nubosos.

## Taxonomía
El género Aglaiocercus fue propuesto por el ornitólogo estadounidense John Todd Zimmer en 1930 con Ornismya kingii, actualmente Aglaiocercus kingii, como especie tipo.
Los límites de las especies dentro del presente género han sido fluidos y controvertidos en el pasado; en un extremo se consideró que todos los taxones representaban especies separadas, incluyendo algunos actualmente tratados como subespecies de A. kingii, y en otro extremo como siendo todos conespecíficos con la especie tipo A. kingii.

### Etimología
El nombre genérico masculino «Aglaiocercus» se compone de las palabras del griego «aglaia» que significa ‘esplendoroso’, ‘hermoso’, y «kerkos» que significa ‘cola’.

## Lista de especies
Según las clasificaciones del Congreso Ornitológico Internacional (IOC) y Clements Checklist/eBird, el género agrupa a las siguientes especies con el respectivo nombre popular de acuerdo con la Sociedad Española de Ornitología (SEO):
| Imagen | Nombre científico       | Autor           | Nombre común       | Estado de conservación | Distribución |
| ------ | ----------------------- | --------------- | ------------------ | ---------------------- | ------------ |
|        | Aglaiocercus kingii     | (Lesson), 1832  | silfo de King      | LC                     |              |
|        | Aglaiocercus coelestis  | (Gould), 1861   | silfo celeste      | LC                     |              |
|        | Aglaiocercus berlepschi | (Hartert), 1898 | silfo de Berlepsch | VU                     |              |